# Стар'є
Стар'є або Плакас (албанською означає старий) — селище в окрузі Колоня, в Албанії.
Селище розташовано біля підніжжя гір Грамос, поблизу із грецьким кордоном. Найвища точка зазначених гір (2,524 м) знаходиться поряд із селищем.

## Видатні уродженці
- Кшафер Юпі — колишній Прем'єр-міністр Албанії
- Петрі Думе — член політбюро Албанської партії праці
- Хасан Камбері — один з найвідоміших албанських поетів 18 століття.
- Шахін Колоня (Юпі) — редактор журналу Дріта у Бухаресті, член комісії зі створення албанської абетки у 1908 році.